# أحمد يوسف التل
أحمد يوسف التل هو أكاديمي وتربوي أردني ولد في مدينة إربد بتاريخ 13 مارس 1931م وتوفي في مدينة عمان 3 يونيو 2022، وانتسب للخدمة في القوات المسلحة الأردنية برتبة مرشح ضابط عام 1946م وشارك في حرب 1948. ومن أبناء عمومته رئيس وزراء الأردن سابقاً وصفي التل والقائد العسكري وأحد قادة الجبهة الأردنية في حرب فلسطين عام ١٩٤٨ عبدالله التل ومحمد زكي التل وعبده التل والأكاديمي والسياسي الأردني سعيد التل والكاتبة والأديبة سهير سلطي التل

## المؤهلات العلمية
حصل على شهادة البكالوريوس في الاقتصاد السياسي من الجامعة الأمريكية بالقاهرة عام 1956م، ثم درجة الماجستير في الإدارة التربوية من الجامعة الأمريكية في بيروت عام 1972م، ثم حصل على درجة الدكتوراه في الفلسفة من جامعة السند في باكستان عام 1977م، ثم شهادة الدبلوم العالي في إدارة مؤسسات التعليم العالي من جامعة ولاية نيويورك عام 1980م، ثم درجة الأستاذية من جامعة ولاية أوكلاهوما الحكومية عام 1992م، وحصل على درجة الأستاذية من جامعة البلقاء التطبيقية في عام 2009م.

## مواقع شغلها
تدرَّج في الوظائف الرسمية والخاصة التالية:
1. معلمًا لمبحث اللغة الإنجليزية في مدرسة إربد الثانوية للبنين.
2. حاكمًا إداريًا في قضاء الطفيلة عام 1962م.
3. مديرًا لمدرسة إربد الثانوية للبنين.
4. مشرفًا تربويًا لمبحث اللغة الإنجليزية.
5. مديرًا للتربية والتعليم لمحافظة إربد.
6. مستشارًا ثقافيًا في سفارة المملكة الأردنية الهاشمية في إسلام أباد في باكستان.
7. مديرًا لكليات المجتمع.
8. مستشارًا لوزير التربية والتعليم.
9. الأمين العام لوزارة التعليم العالي عند تأسيسها عام 1985م.
10. عميدًا لكلية الزرقاء الأهلية لمدة عشر سنوات.
11. أستاذًا للإدارة التربوية لدى جامعة عمان العربية للدراسات العليا لمدة سبع سنوات.

## حياته العائلية
تزوج أحمد يوسف التل من السيدة هيام مسمار ولديهما لينا وبيان وحازم التل وماهر التل ومهند التل.

## المؤلفات
1. أطروحة الدكتوراه باللغتين العربية والإنجليزية بعنوان «تطور نظام التعليم في الأردن (1977-1921م)»، ثم جرى تحديثها حتى عام 1989م.[3]
2. كتاب «نشأة وتطور التعليم في الأردن» وصدر عام 1992م بتكليف من مؤسسة آل البيت ضمن سلسلة الكتاب الأم في تاريخ الأردن.
3. كتاب «تطور التربية والتعليم في عهد الحسين» وصدر عام 1995م بتكليف من وزارة الشباب.
4. كتاب «الإرهاب في العالمين العربي والغربي» وصدر عام 1998م.[4][5]
5. كتاب «التعليم العالي في الأردن» وصدر عام 1998م ضمن سلسلة منشورات لجنة تاريخ الأردن، المجمع الملكي لبحوث الحضارة الإسلامية (مؤسسة آل البيت).
6. كتاب من جزأين بعنوان عبد الله التل - بطل معركة القدس عام 1948م ونشرته دار الفرقان للطباعة والنشر، عمّان: 1999م.[6][7]
7. كتاب «لماذا تراجع العرب» مطابع القوات المسلحة الأردنية، عمّان،2000م.
8. كتاب «أثر سياسة الملك الحسين بن طلال على التنمية الاقتصادية» باللغة الإنجليزية وصدر عام 2005م بدعم من وزارة الثقافة.
9. كتاب «السياسة الثقافية في الأردن بين الواقع والطموح»، منشورات أمانة عمّان الكبرى، عمّان: 2008م.[8]
10. بحث بعنوان «ثقافة الإرهاب» قُدِّم إلى مؤتمر جامعة فيلادلفيا الدولي الذي عقد في عمّان عام 2005م.
11. كتاب «الأردن ومؤامرة الوطن البديل»، الصايل للنشر والتوزيع، عمّان، 2013م.
12. كتاب «معارك الجيش العربي الأردني لإنقاذ القدس في حرب عام 1948م» الصايل للنشر والتوزيع، عمّان، 2014م.
13. كتاب «محطات عبر الزمن» مطبعة السفير، عمّان، 2016م.[2][9]
14. كتاب «مختارات فكرية للفهم بين الحقيقة والوهم»، أمانة عمّان، 2018.
15. كتاب «المجتمع الأردني المعاصر والتحولات في السياق القومي»، شركة عالم الحروف التربوية، عمان، آب 2019 م[1][10]
16. كتاب «مؤامرة الوطن البديل»، شركة عالم الحروف التربوية، عمان 2021م.